# Pablo Torrijos
Pablo Torrijos Navarro (ur. 12 maja 1992 w Castelló de la Plana) – hiszpański lekkoatleta specjalizujący się w trójskoku.
W 2009 bez powodzenia startował na mistrzostwach świata juniorów młodszych w Bressanone. Szósty zawodnik juniorskich mistrzostw Europy w Tallinnie (2011). Zajmował ósme miejsce na mistrzostwach Europy w gronie młodzieżowców (2013) i seniorów (2014). W 2015 został halowym wicemistrzem Starego Kontynentu. Siódmy zawodnik halowych mistrzostw świata z 2016. W 2017 był dziewiąty na halowych mistrzostwach Europy w Belgradzie oraz dziesiąty na światowym czempionacie w Londynie.
Złoty medalista mistrzostw Hiszpanii oraz reprezentant kraju w drużynowych mistrzostwach Europy.
Rekordy życiowe: stadion – 17,09 (29 lipca 2020, Castelló de la Plana) / 17,23w (21 lipca 2018, Getafe); hala – 17,18 (1 marca 2020, Ourense). Obydwa rekordy Torrijosa były rekordami Hiszpanii.

## Osiągnięcia
| Rok  | Impreza                                 | Miejsce        | Pozycja           | Wynik |
| ---- | --------------------------------------- | -------------- | ----------------- | ----- |
| 2009 | Mistrzostwa świata juniorów młodszych   | Bressanone     | el. – 14. miejsce | 14,73 |
| 2011 | Mistrzostwa Europy juniorów             | Tallinn        | 6. miejsce        | 15,71 |
| 2013 | Młodzieżowe mistrzostwa Europy          | Tampere        | 8. miejsce        | 16,06 |
| 2014 | Superliga drużynowych mistrzostw Europy | Brunszwik      | 6. miejsce        | 16,16 |
| 2014 | Mistrzostwa Europy                      | Zurych         | 8. miejsce        | 16,56 |
| 2015 | Halowe mistrzostwa Europy               | Praga          | 2. miejsce        | 17,04 |
| 2015 | Mistrzostwa świata                      | Pekin          | el. – 20. miejsce | 16,32 |
| 2016 | Halowe mistrzostwa świata               | Portland       | 7. miejsce        | 16,67 |
| 2016 | Mistrzostwa Europy                      | Amsterdam      | 8. miejsce        | 16,34 |
| 2016 | Igrzyska olimpijskie                    | Rio de Janeiro | el. – 31. miejsce | 16,11 |
| 2017 | Halowe mistrzostwa Europy               | Belgrad        | 9. miejsce        | 16,73 |
| 2017 | Superliga drużynowych mistrzostw Europy | Lille          | 3. miejsce        | 16,71 |
| 2017 | Mistrzostwa świata                      | Londyn         | 10. miejsce       | 16,60 |
| 2018 | Mistrzostwa Europy                      | Berlin         | 5. miejsce        | 16,74 |
| 2018 | Mistrzostwa ibero-amerykańskie          | Trujillo       | 2. miejsce        | 16,74 |
| 2018 | Puchar interkontynentalny               | Ostrawa        | 8. miejsce        | 15,42 |
| 2019 | Halowe mistrzostwa Europy               | Glasgow        | el. – 15. miejsce | 16,18 |
| 2022 | Mistrzostwa świata                      | Eugene         | el. – 23. miejsce | 16,32 |
| 2022 | Mistrzostwa Europy                      | Monachium      | –                 | NM    |